# Gotthold Schramm
Gotthold Schramm (* 20. März 1932 in Schwarzbach im Erzgebirge; † 18. Mai 2018 in Heidesee) war ein deutscher Mitarbeiter des Ministeriums für Staatssicherheit (MfS). Von 1986 bis zu seiner Entlassung 1990 war er dort Leiter der Abteilung A XVIII (Vorbereitung von Sabotageakten) der Hauptverwaltung A (HVA). Danach veröffentlichte er Schriften zur Geschichte des MfS, die teilweise als apologetisch betrachtet wurden.

## Leben
Schramm besuchte von 1946 bis 1948 die Wirtschaftsoberschule und verließ sie mit der mittleren Reife. Von 1948 bis 1950 absolvierte er eine Lehre als Verwaltungsangestellter und wurde danach Abteilungsleiter für Planung beim Rat der Stadt Chemnitz. 1952 trat er in die SED ein.
Schramm war von 1952 bis 1990 Mitarbeiter des Ministeriums für Staatssicherheit, zuletzt mit dem Dienstgrad eines Obersts.
Ab 1954 war er im Auslandsnachrichtendienst der DDR (HVA) für Geheimdienstbearbeitung und Spionageabwehr zuständig und verantwortete seit 1969 die Sicherheit der DDR-Botschaften. Ab 1986 leitete er die für die Aufklärung und Vorbereitung von Sabotageakten an wichtigen Objekten der Bundesrepublik Deutschland zuständige Abteilung A XVIII. 1990 wurde er mit Abwicklung des Staatssicherheitsapparates entlassen.
Nach dem Ende der DDR veröffentlichte er als Autor und Herausgeber Beiträge zur Arbeit der Staatssicherheit. Seine Versuche, diese dabei zu bagatellisieren, führten zu wütenden Reaktionen bei Opfern, die sich über Zynismus beklagten. Die Methoden der Stasi verharmloste er auch 2006 als Referent auf einer von der Linksfraktion im Sächsischen Landtag organisierten Veranstaltung über Geheimdienste und Demokratie, die vom damaligen Fraktionschef Peter Porsch moderiert wurde.
Der Militärhistoriker Armin Wagner befand auf H-Soz-Kult, dass das von Schramm mit herausgegebene Buch Kundschafter im Westen vom „Fehl an wirklicher Darstellung des Agentenalltages [und] Larmoyanz über das eigene Schicksal, verbunden mit Schuldzuweisungen an die Bundesrepublik“ geprägt sei. Die Mehrzahl der Selbstzeugnisse der rund 30 ehemaligen DDR-Spione ende mit Aufnahme der Agententätigkeit und nur einer reflektiere überhaupt über das Dilemma von Verrat und Loyalität. Der Band sei „vor allem eine Rechtfertigungsschrift“, „seriöse Informationen zur DDR-Auslandsaufklärung jedenfalls erschließen sich aus [ihm] nicht“.
Gotthold Schramm starb am 18. Mai 2018 im Ortsteil Friedersdorf der Gemeinde Heidesee.
Er war ständiger Autor der Monatsschrift RotFuchs.